# 348 May
348 May este un asteroid din centura principală, descoperit pe 28 noiembrie 1892, de Auguste Charlois.